# دانتي كارفر
دانتي كارفر (بالإنجليزية: Dante Carver)‏ هو ممثل أمريكي، ولد في 17 يناير 1977م.

## وصلات خارجية
- دانتي كارفر على موقع IMDb (الإنجليزية)
- دانتي كارفر على موقع قاعدة بيانات الفيلم (الإنجليزية)